# Морозов, Валерий Валерьевич
Валерий Валерьевич Морозов (род. 21 сентября 1994, Зеленоград) — российский регбист, играющий на позиции столба (первая линия) в команде «Красный Яр» и за сборную России.

## Биография
С 7 лет занимался волейболом, первым тренером стал Кузьмин Александр Александрович, который сильно повлиял на становление в спорте и развитие характера.  Выполнил норматив кандидата в мастера спорта. В 16 лет понял, что спортивного будущего в волейболе у него нет, и перешел в секцию регби.

### Игровая карьера
Первоначально выступал за РК «Зеленоград». В конце сезона 2015 перешел в «Енисей-СТМ», подписав трехлетний контракт. Постепенно стал игроком стартового состава и очень быстро добился ощутимого прогресса, став одним из сильнейших столбов в стране. По итогам сезона 2016 удостоен клубного приза «Открытие 2016 года». В этом же году стал чемпионом России и обладателем Кубка. Также в этом же году дебютировал в Кубке вызова.
В конце 2018 года подписал контракт с английским клубом «Сейл Шаркс».

### Карьера в сборной
Тренеры сборной не могли пройти мимо перспективного игрока и в сезоне 2016 года он дебютировал в матче Кубка наций в Гонконге против Зимбабве, в итоге сыграл три игры и выиграл этот турнир. Дебютную попытку положил в матче против румын. Участник Кубка мира по регби 2019. 

## Достижения
- Чемпион России: 2016, 2017, 2018
- Обладатель Кубка России: 2016, 2017
- Суперкубок России: 2017
- Континентальный щит: 2017, 2018
- Кубок Английской Лиги: 2019/20